# Rosasco
Rosasco (Rusasch in dialetto lomellino) è un comune italiano di 561 abitanti della provincia di Pavia in Lombardia. Si trova nella Lomellina occidentale, non lontano dalla riva sinistra del fiume Sesia.

## Storia
Il primo documento che riguarda Rosasco e il suo castello è la concessione fatta da Ottone I, nel 977 al vescovo di Pavia; donazione confermata, nel 1011, dal re Arduino; essa durò fino all'abolizione del feudalesimo, nel 1797, anche se (come accadde anche per altre signorie ecclesiastiche) in certe epoche vi furono sub-infeudazioni, o usurpazioni da parte di laici.
Nel 1164 Rosasco è citato tra le località che Federico I pose sotto la giurisdizione di Pavia.
Nel 1250 appare come Roxascum, nell'elenco delle terre pavesi.
Nel 1355 sono, forse, sub-feudatari i Beccaria, nel 1452 i Borromeo, nel 1701 i Visconti di Saliceto.
L'alta signoria spetta, comunque, al vescovo di Pavia: nel 1416 il vescovo Grassi dà a Rosasco gli Statuti comunali; nel 1620 i delegati di Rosasco partecipano alla delegazione di 24 enti che delineano gli Statuti Lomellini. Nel 1707 Rosasco, con tutta la Lomellina, passa sotto il dominio dei Savoia.
Nel 1859 Rosasco entra a far parte della provincia di Pavia.
La sua unica frazione, Rivoltella, fu comune autonomo fino a tutto il '700; nel 1809 venne aggregata a Robbio; nel 1818 fu unita a Rosasco.

### Simboli
Lo stemma e il gonfalone del comune sono stati concessi con decreto del presidente della Repubblica del 21 settembre 2004.
Lo composizione dello stemma comunale si rifà ad una pergamena datata 1477, in cui compare uno scudo con a lato le lettere C e R sormontate dal segno di abbreviazione e, all'interno, le chiavi pontificie.
Il gonfalone è un drappo di bianco con la bordatura di rosso.

## Monumenti e luoghi di interesse

### Il castello
L'antico castello medievale, del Mille, subì gravi distruzioni nel 1636, da parte delle truppe francesi; fu quasi interamente distrutto, nel 1643, dai piemontesi, durante la guerra del Monferrato; oggi si possono identificare varie parti, della struttura muraria delle antiche fortificazioni, nella chiesa parrocchiale e nelle case del nucleo centrale dell'abitato, che conserva uno sviluppo urbanistico tipico dei borghi fortificati medievali.
Si conservano ancora la torre di ingresso (era munita di ponte levatoio e di pusterla per il passaggio pedonale, era chiamata 'del consegno' a ricordo dell'arruolamento dei giovani, in epoca napoleonica, quando fu usata come sede del comune); un lungo tratto delle mura perimetrali (la cui trama costruttiva rivela una datazione anteriore al 900); la torre principale, di forma quadrata, alta 23 metri, ornata di merli ghibellini e motivo a denti di sega. Resti di una terza torre sono inglobati nella parte absidale della chiesa parrocchiale.

### Chiesa di San Valentino
La chiesa è sorta nel recinto del castello, sfruttandone alcuni ruderi; la data, indicata sull'architrave della porta laterale, 8 maggio 1496 conferma la sua costruzione nel '400; restaurata più volte, è stata riportata all'antica forma da un restauro del 1986 e da un intervento conservativo del 2002. La facciata è in stile gotico-romantico, appartiene ad un rifacimento dell'800, che ha cancellato l'originaria, probabilmente di forme romaniche. L'interno è a 3 navate, con archi a sesto acuto e volte a vela, sorrette da 6 colonne in mattoni. Numerose le opere conservate: nella navata di destra si possono ammirare una tavola della scuola di Bernardino Lanino (raffigurante La strage degli Innocenti), una tela settecentesca (Madonna con Bambino fra i santi Carlo e Antonio )e, sopra al confessionale ligneo del 1748, una grande tela (San Valentino che raccomanda il borgo ai Santi Vincenzo Ferrari ed Antonio Abate); nella navata sinistra si apre la cappella del Santo Rosario, del 1641, con stucchi e intagli e una tavola (Madonna tra i Santi Giovanni Evangelista e Giovanni Battista), pure attribuita a Bernardino Lanino. L'altare maggiore (1730) presenta una decorazione a tasselli neri e rosa. Nel coro sono conservati un crocefisso di legno, del '400, una tela raffigurante San Francesco attribuita, da alcuni ,al Moncalvo, da altri a Gaudenzio Ferrari.
Adiacenti alla chiesa il macabro Ossario settecentesco e l'oratorio di San Giuseppe, del '600. L'interno ha un'unica navata, con presbiterio e abside semicircolare, e conserva una via crucis in acquarello, del '700 francese.

### Palazzo Comunale
Sulla facciata del palazzo, di origine signorile e fattura settecentesca, si può vedere la lapide commemorativa, in ricordo della nascita, a Rosasco, del fisico Ferdinando Brusotti (1839-1899), precursore di Thomas Edison nell'invenzione della lampada elettrica, con un brevetto del 30-11-1877, conservato presso l'Università di Pavia.
Nell'aula consigliare sono conservate 6 tavole, su fondo oro, del '300 e '400, reastaurate nel 1968, raffiguranti San Tommaso, San Domenico, San Benedetto, Santa Caterina d'Alessandria, Santa Chiara e tre Santi Martiri.

### Chiesa di Santa Maria
A poca distanza dal paese, vicino al cimitero, sorge questa chiesa, l'antica parrocchiale; la costruzione attuale è del '600; subì vari rifacimenti, non ultimo quello del 1920; preceduta da un antico portico, conserva una bella pala d'altare a rilievo, forse di terracotta e una via crucis,  della fine del '700.
La colonna di sasso, che si erge davanti alla chiesa, con la croce di ferro sulla sommità e la data 1680, era, un tempo, nella piazza del paese.

## Società

### Evoluzione demografica
Abitanti censiti

## Amministrazione
| Periodo        | Periodo        | Primo cittadino          | Partito      | Carica  | Note |
| -------------- | -------------- | ------------------------ | ------------ | ------- | ---- |
| 8 giugno 2009  | 26 maggio 2014 | Roberto Scheda           | Lista civica | Sindaco |      |
| 26 maggio 2014 | 27 maggio 2019 | Roberto Scheda           | Per Rosasco  | Sindaco |      |
| 27 maggio 2019 | in carica      | Riccardo Berzero Taccone | Per Rosasco  | Sindaco |      |

## Sport
Rosasco associazione sportiva dilettantistica.